# Újtohán

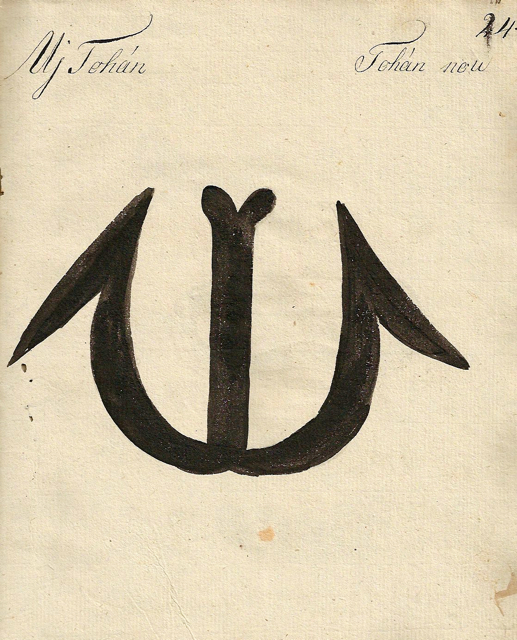
A falu egykori marhabélyege

Újtohán (románul: Tohanu Nou, németül: Neutauchen) falu Romániában, Brassó megyében.

## Fekvése
Brassótól 23 kilométerre délnyugatra, a Törcsvári-szoros előterében nyíló síkság peremén fekszik.

## Története
Mai helyén 1769-ben alapította 119 ótoháni ortodox család, akik a határőrség szervezésekor nem kívántak áttérni görögkatolikus hitre, és ezért 1765-ben elhagyták régi falujukat. Az új helyen is folytatták régi mesterségüket, és fazekassággal foglalkoztak. Az edényekhez kétféle, „zsíros” és „homokos” agyagot kevertek össze, amelyet az ótoháni határban, vagy az új falu Rozsnyó felőli, a Szohodol-patak mellett fekvő Bătătura nevű határrészében ástak. A brassói szász céhes fazekasok ugyan megpróbálták őket távol tartani a város környéki lelőhelyektől, de a falu határában vagy Keresztényfalván jó minőségű fehér agyagot is találtak, amelyet vörösre vagy zöldre festve fel tudtak használni máz készítéséhez. Termékeiket mértani formákkal vagy stilizált levélmintákkal díszítették, és főként a Törcsvár vidéki falvak lakóinak és a négyfalusiaknak árusították. Kályhások is dolgoztak a faluban: egy Beșinar nevű toháni fazekas 1757-ben cserépkályhát készített a törcsvári vár számára. Az uradalom valószínűleg más toháni fazekasokat is alkalmazott, Șerban Opri 1824-ben például már harminc éve szolgált a várnak. 1849-ben 51 fazekasát írták össze. Az utolsó égetőkemencét 1955-ben döntötték le.
A törcsvári váruradalomhoz, 1876-tól Fogaras vármegyéhez tartozott. 1893-ban határának 44%-a volt rét, 41%-a szántó és 9%-a legelő. Lakói juhot nem, csak viszonylag kevés szarvasmarhát tartottak. 1956-ban közigazgatásilag Ótohánhoz, majd Zernesthez csatolták.
1850-ben 820 lakosából 810 volt ortodox vallású román.
2002-ben 1411 lakosából 1405 volt román nemzetiségű; 1365 ortodox és 35 evangéliumi keresztény vallású.

## Látnivalók
- Az Istenanya templomi bemutatásának szentelt ortodox temploma 1779-ben, Ioan Boghici brassói kereskedő adományából épült.

## Híres emberek
- Itt született 1868-ban Traian Moșoiu tábornok, hadügyminiszter.